# Johannes Friedrich
Johannes Friedrich (ur. 27 sierpnia 1893 w Lipsku, zm. 12 sierpnia 1972 w Berlinie) – niemiecki orientalista, profesor uniwersytetu w Lipsku od 1929 i Wolnym Uniwersytecie w Berlinie od 1950 r.
Był wybitnym hetytologiem, wniósł duży wkład w studia nad językami: huryckim, fenicko-punickim, urartyjskim. Prowadził także badania nad historią pisma; był między innymi autorem książki Geschichte der Schrift oraz przetłumaczonej na język polski w 1958 r. Zapomniane pisma i języki.